# B7 (organizace)
B7 je mezinárodní organizace pro spolupráci sedmi velkých ostrovů Baltského moře. Jejím podtitulem je Baltic Islands Network, v překladu Síť baltických ostrovů. Cílem organizace je podpora různých společných zájmů členských ostrovů na národní a mezinárodní úrovni, jakož i poskytovat platformu pro výměnu nápadů a zkušeností.
Organizace je financována z členských příspěvků, úměrných populaci jednotlivých členů. Těmi jsou německá Rujána, dánský Bornholm, švédský Öland a Gotland, estonská Saaremaa a Hiiumaa a finská Ahvenanmaa (Åland).
Síť má dva řídicí orgány: představenstvo (board) a řídící výbor (steering committee), který má politickou zodpovědnost.

## Přehled ostrovů
| # | ostrov   | rozloha (km²) | pobřeží (km) | max.nadm. výška (m) | nejvyšší vrchol    | počet obyvatel | hustota zalidnění | největší sídlo   | část státu                     | stát     | část moře                    | souostroví                | lokalizace                       |
| - | -------- | ------------- | ------------ | ------------------- | ------------------ | -------------- | ----------------- | ---------------- | ------------------------------ | -------- | ---------------------------- | ------------------------- | -------------------------------- |
| 1 | Gotland  | 2 967,76      | 769          | 83                  | Lojsta hed         | 58 595         | 18,40             | Visby            | Gotland                        | Švédsko  | severozápad                  | —                         | 57°30′ s. š., 18°30′ v. d.       |
| 2 | Saaremaa | 2 683,25      | —            | 54                  | Viidu Raunamägi    | 36 000         | 13,00             | Kuressaare       | Saaremaa                       | Estonsko | Muhuský průliv, Rižský záliv | Západoestonské souostroví | 58°25′ s. š., 22°30′ v. d.       |
| 3 | Öland    | 1 342,68      | 535          | 57                  | Rösslösa galgbacke | 25 846         | 18,46             | Färjestaden      | Kalmar                         | Švédsko  | severozápad                  | —                         | 56°44′ s. š., 16°40′ v. d.       |
| 4 | Hiiumaa  | 1 018,49      | —            | 68                  | Tornimägi          | 9 558          | 9,10              | Kärdla           | Hiiumaa                        | Estonsko | Muhuský průliv               | Západoestonské souostroví | 58°55′5″ s. š., 22°35′34″ v. d.  |
| 5 | Rujána   | 926,00        | 574          | 161                 | Piekberg           | 77 000         | 79,00             | Bergen auf Rügen | Meklenbursko-Přední Pomořansko | Německo  | jih                          | —                         | 54°24′47″ s. š., 13°21′32″ v. d. |
| 6 | Åland    | 685,00        | —            | 129                 | Orrdalsklint       | 11 186         | 16,33             | Mariehamn        | Alandy                         | Finsko   | Botnický záliv               | Alandy                    | 60°8′53″ s. š., 19°47′18″ v. d.  |
| 7 | Bornholm | 588,15        | —            | 162                 | Rytterknægten      | 39 439         | 67,03             | Rønne            | Hovedstaden                    | Dánsko   | západ                        | —                         | 55°7′30″ s. š., 14°55′ v. d.     |